# Марко Т. Леко
Марко Т. Леко (Београд, 17. септембар 1853 — Београд, 4. новембар 1932) био је српски хемичар, професор и академик. Леко је био ректор Велике школе и председник Црвеног крста.

## Биографија
Рођен је од оца Томе Леко (1814—1877), београдског трговца, и мајке Аспазије (1833—1889) рођене Пешика.
Завршио је Политехничку школу у Цириху и докторирао код Виктора Мајера 1875. Краће време радио у Хофмановој лабораторији. Предавао је хемију у београдским гимназијама у периоду 1880-1884 и у Војној академији 1881-1894. Затим је предавао хемију на Великој школи 1894-1896. и 1899-1905. Од 1884. до 1920. био је државни хемичар и управник Државне хемијске лабораторије у Београду (од 1904. до 1920). Као редовни професор Велике школе био је њен ректор 1902/03. и 1903/04. Један од оснивача Српског хемијског друштва и његов председник од оснивања (1897) до 1907.
Објавио је 52 рада претежно из органске и аналитичке хемије. Својом докторском тезом и с неколико радова који су из ње следили, под менторством Виктора Мајера, Леко је решио један од тада актуелних проблема: да ли амонијум-хлорид (нишадор) и њему слична једињења припадају једињењима петовалентног азота, , или молекулским једињењима, .
Приликом оснивања Београдског универзитета 1905. године, изабран је у звање ванредног професора. Незадовољан овим он је на сопствени захтев отишао у пензију 26. маја 1905.
Његов рад у аналитичкој хемији кретао се у два правца: истраживање природног богатства земље (минералних вода, пијаћих вода и руда) и усавршавање и проналажење нових аналитичких метода. Неки од његових аналитичких поступака прихваћени су у Немачкој као званичне методе, а неколико радова се помиње у немачким уџбеницима. Бавио се испитивањем бања и лековитих извора итд. По њему извор на Паланачком Кисељаку носи име „Марко Леко“. Он је 1899. промовисао Обреновачку бању, остале су забележене његове речи: „Обреновац је срећно место јер ће овде бити бања боља од већ виђених у Немачкој.“
Постао је члан Српског ученог друштва 30. јануара 1884. Почасни члан Српске краљевске академије постао је 10. фебруара 1892.
Био је активан члан друштва Црвеног крста, у њему је као члан Главног одбора био благајник (1915-20), потпредседник од 1921. и председник од 1924. године. Осим тога обављао је и низ других друштвених функција, био је председник Српског пољопривредног друштва, члан Привредног савета итд.
У току живота примио је следећа одликовања: Таковски крст III степена, Бели орао  степена, Бели орао  степена, Свети Сава  степена, Свети Сава  степена са лентом, српски Црвени крст, руски Св. Станислав II степена са звездом, француски Decoration de Chevalier de l'ordre National de la Legion d'Honneur, руски Црвени крст  степена, бугарски Црвени крст  степена, грчки Црвени крст  степена, грчки Велики крст из реда Феникса са лентом. 
Са супругом Даницом, рођеном Антула, имао је једанаесторо деце. Посветили су велику пажњу школовању деце, један од синова је био лекар (Тома Леко), други хемичар, трећи архитекта, четврти правник итд. 
Преминуо је 4. новембра 1932. у Београду. Опелу у Саборној цркви у Београду присуствовали су краљ Александар, чланови Краљевске владе, чланови Главног одбора Црвеног крста и многа изасланства обласних одбора, представници Универзитета итд.
По Марку Т. Леку прозвана је београдска улица која лежи са задње стране Народног музеја. Улица се пре тога звала Златног анђела по трговини и гостионици коју су Лекови држали.
Његов син је био хемичар Александар М. Леко. Леков брат је био архитекта Димитрије Т. Леко.

## Галерија
- Тома и Аспазија Леко са децом
- Марко Т. Леко у позним годинама
- Легат породице Леко: Писаћи сто Марка Т. Лека